# Euphorbia marschalliana
Euphorbia marschalliana är en törelväxtart som beskrevs av Pierre Edmond Boissier. Euphorbia marschalliana ingår i släktet törlar, och familjen törelväxter.

## Underarter
Arten delas in i följande underarter:
- E. m. armena
- E. m. marschalliana
- E. m. woronowii